# Aristaria curvilinea
Aristaria curvilinea là một loài bướm đêm trong họ Noctuidae.